# Qu (dwuznak)
Qu – dwuznak występujący w językach używających alfabetu łacińskiego. Czytany jest najczęściej jako [kf], [kw] lub [kv]. W języku hiszpańskim przed i oraz e osiąga wartość fonetyczną [k].